# Jerusha Jhirad
Jerusha Jhirad, född 1891, död 1984, var en indisk läkare.
Nedslagskratern Jhirad på planeten Venus är uppkallad efter henne.